# Lior Narkis
Lior Narkis, né le 8 novembre 1976 à Holon, Israël, est un chanteur israélien d'origine Serbe et Irakienne. 

## Biographie
Irakien par son père David Narkis, Serbe par sa mère Hanna Narkis, d'ascendance grecque et tunisienne, Lior est un chanteur polyglotte. Outre l'hébreu, il maîtrise le français et le serbe, et peut également s'exprimer en anglais, arabe, grec et en espagnol. 

## Carrière musicale
Lior Narkis a commencé sa carrière musicale à l'âge de 16 ans, avec un premier disque, Tfilat Chayay (La prière de ma vie). Durant son service, il forme un groupe avec le chanteur Tamir Tzur.
Lior Narkis est un chanteur extrêmement populaire en Israël. Son hit Lekhol Ekhad Yesh a été adopté par les fans d'équipes de football comme hymne de leur équipe. 
En 2003, sa chanson Milim LaAhava remporte le concours national organisé par  l'autorité de radiodiffusion israélienne pour représenter Israël au concours de l'Eurovision 2003, où il se classe 19ème sur 26 pays participants. 

## Discographie
- 1992: Tfilat Chayay (La prière de ma vie)
- 1993: HaOlam Kmo Galgal (Le monde est comme une roue)
- 1998: Simanim (Signes)
- 1999: Hay LeHahava
- 2000: Rak Itakh (Avec toi seulement)
- 2001: Ze Mehalev (Directement de mon cœur)
- 2003: Milim La'Ahava - מילים לאהבה) (Des mots d'amour)